# 독립정신

1904년, 옥중에서 탈고하여 1910년, LA에서 간행된 이승만의 저서 《독립정신(Spirit of Independence)》 초판 표지 이미지(왼쪽)와 1949년, 서울에서 발행된 판본.

《독립정신》(獨立精神, 영어: The Spirit of Independence)은 이승만이 한성감옥에 수감되어 있던 1904년에 저술한 책이다. 당시 대한제국의 문제점과 주변 열강의 움직임 및 대한제국 사람들이 해야 할 일들을 저술하였으며, 기독교입국론을 주장하였다.

## 설명
이승만은 독립협회가 해산된 뒤 고종의 양위 문제에 연루, 1899년 1월 체포되어 한성감옥에 투옥되었다. 그는 수감중이던 1904년 2월 19일부터 같은해 6월 29일 사이에 이 책을 집필하였다. 집필 동기는 러일 전쟁으로 일본 제국주의의 침략 위협이 높아져 민족 독립에 대한 조선민중의 각성이 필요하다고 생각했기 때문이다.
집필 중 이승만의 지인들을 중심으로 읽혔으며 원고를 탈고한 1904년에는 그에게 적대적이었던 환경 때문에 대한제국 내에서 출판할 수 없었다. 결국 한지로된 원고를 노끈처럼 꼬아서 1905년, 박용만이 여행용 트렁크 밑바닥에 숨겨 해외로 반출하였고 1910년 2월 10일, LA서 대동보국회를 이끌던 문양목이 운영하는 대동신서관에서 최종적으로 발간되었다. 이 책은 일제강점기 내내 일본 제국에서 금서로 지정되었다. 

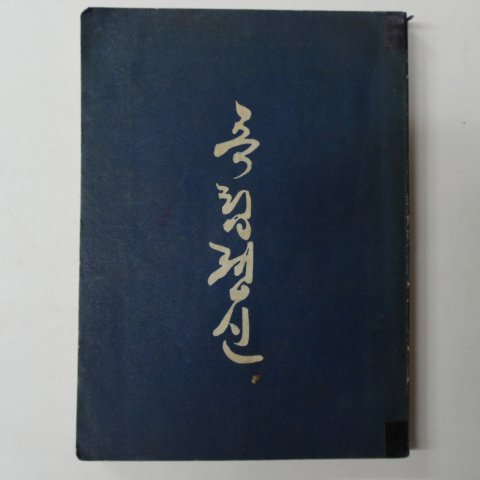
1954년 판본의 독립정신 표지.

이승만이 4.19 혁명으로 하야한 뒤 절판되었으나, 1993년 1월 정동출판사에서 재출간하였다. 구성은 51장과 후록으로 구성되어 있는데 1~10장에는 조선이 처한 상황을, 11~25장에는 민주주의와 자유·백성의 권리·의무를, 26장부터는 국제정세를 기록했다.
2018년 5월 비봉출판사에서 원문의 내용에 대하여 박기봉의 교정 및 주석을 더하여 재출간되었다.
이승만의 주장은 아래의 여섯가지로 요약되며, 모든 것의 근본을 기독교로 할 것을 주장하였다.
1. 통상해야 한다. 외국과 교류하는 것이 부국의 방법이다.
2. 신학문을 익혀야 한다. 신문물이 본인과 국가발전의 근본이다.
3. 외교를 잘 해야 한다. 강대국도 혼자서는 살아갈 수 없으며, 모든 나라에 공평하게 대해야 한다.
4. 주권을 소중히 여겨야 한다. 국기는 주권의 상징이다.
5. 도덕의 수준을 높여야 한다. 뜻을 같이하는 사람들과 용기를 가지고 행동해야 한다.
6. 자유를 존중하고 목숨을 걸고 지켜야 한다.

## 책속으로
| “ | ⋯ 아울러 영국과 미국의 도덕 높은 남녀들은 살기 좋은 자기 나라를 버리고 부모와 처자를 떠나서 재물을 허비하며 바다를 건너고 산을 넘어 우리나라에 들어왔다. 그들은 외로이 우리 내지에 흩어져 살며 다른 말과 낯선 풍속을 배우고 익혀가며 모든 고초와 곤란을 겪고 비웃음과 욕설을 받아가며 평생을 살아왔다. 그들의 의도는 오로지 자기들이 좋다고 믿는 종교를 그것을 모르는 사람들에게 전하여 자기들같이 좋게 되기를 원하는 것 뿐이었다. 어떤 외국인들은 병원을 설립하여 각종 병자들을 무료로 치료해 주고, 어떤 외국인들은 각처에 학교를 설립하여 학문과 교화를 교육하며, 어떤 외국인들은 고아원을 설립하여 의지할 곳 없는 아이들을 기르고 가르치며, 어떤 외국인들은 고맹원을 설립하여 소경과 벙어리를 모아다가 교육하며, 그 밖에도 여러가지 인애롭고 자비로운 사업을 행하고 있다. 그러므로 사람들에게 외국인들의 착한 의도를 알게 한다면 실로 감동하지 않을 수 없을 것이다. 외국인들은 남녀 구분 없이 비록 난리 중이라도 위태로움을 돌아보지 않고 한두명씩 내지에 따로 가서 살기도 하며, 깊숙한 내지를 혼자 여행하기도 한다. 저 외국인들은 우리를 이렇게 좋은 뜻으로 대접하는데, 우리가 그 뜻을 모르고 도리어 그들을 해칠 것을 도모한다면, 우리 스스로가 문명인으로서의 대접을 받지 않으려 하는 것이니, 어찌 수치스럽지 않겠는가. 이는 사람마다 외국인을 싫어하는 마음을 깨버려야 한다는 것이다. | ” |

| “ | 물은 근원을 먼저 맑게 하고, 나무는 뿌리를 먼저 북돋워 주어야 하듯이, 마땅히 우리가 남의 나라의 지극히 정교하고 지극히 아름다운 정치와 제도, 인애하고 자비로운 도덕과 교화의 근본을 연구하여 인민의 마음속에 있는 나쁜 뿌리를 뽑아내고 선량한 천성을 회복해 주어야만 인간사 천만가지 일이 모두 바로잡힐 것이다. 만일 우리가 마음을 다스리지 못하고 한갓 재주만 닦는다면, 이것은 곧 호랑이에게 날개를 달아주는 것과 같아서 세상을 해롭게 하는 기량만 늘어날 것이다. 그렇게 되면 세상에도 대단히 위태롭고 마침내 자기에게도 해가 돌아올 것이니, 차라리 그 재주를 배우지 않은 것만 못할 것이다. 그러므로 '나라를 다스리고 천하를 태평케 하는 것은 다 사람의 마음을 바로잡는데서 시작한다'고 하셨으니, 마음을 바로잡지 못하고서 무슨 일을 다시 의논할 수 있겠는가. 사람의 마음이란 세상의 법률로서 바로잡지 못하는 것이며, 다만 교화를 통해서만 바로 잡을 수 있다. 이는 세상의 법률이 사람의 육신으로 행하여 드러난 죄악만 다스릴 뿐이며 보이지 않는 마음에 의한 죄는 다스릴 수 없기 때문이다. 세상의 모든 일은 선하든 악하든, 옳든 그르든 간에 다 마음에서 먼저 싹이 나서 행위로 나타나는 것이니, 마음이 하는 일이 어찌 손발이 하는 일보다 크지 않겠는가. 악의 큰 근원은 내버려두고 작은 원인만 막아서 못하게 한다면, 썩은 물건을 비단으로 싸놓고 독한 냄새를 막고자 하는 것과 무엇이 다르겠는가. 이러므로 사람들의 행위가 날로 부패해지고 나라의 풍속이 날로 괴이하고 사악해지는 것이니, 우리는 마땅히 교화로서 모든 일의 근원을 삼아야 할 것이다. | ” |

| “ | 인도(人道)는 당장 눈 앞에 보이는 것만 말하고 죽음 이후 세상이 어떠한가에 대해서는 말하지 않기 때문에 육신을 버려서 더 큰 것을 구할 줄을 모른다. 다만 천도가 있어서 지극히 광대하고 지극히 장원한데, 사람들이 이 진리를 깨달아 실천한다면, 천지 만물을 만들어 홀로 다스리시며 만국의 만민을 다 굽어 살피시는 하나님이 계시다는 것을 직접 보는 듯이 알 수 있을 것이다. 또한 사람에게는 이 세상에서 잠시 있다가 없어지는 육신만 있는 것이 아니라 영원히 죽지도 않고 썩지도 않는 영혼이 있다. 사람들은 이 세상을 떠난 후 각자가 살아있는 동안 지은 죄악에 따라 영혼이 무한한 벌을 받게 된다는 것을 의심하지 말고 믿어야 한다. 어찌 꿈결 같은 백년 인생에 헛된 부귀영화를 탐하여 대자대비하신 천부(天父) 앞에 죄를 범하고 멸망을 스스로 취하겠는가. 하물며 공정하신 천부는 사사로운 정이 없으시어 그 앞에서는 높이도 없고 낮은 이도 없으며, 먼 이도 없고 가까운 이도 없으며, 뇌물이나 아첨으로 기뻐하시게 할 수도 없다. 그러므로 우리가 다만 우리의 마음을 온전히 바쳐서 더럽고 악한 것을 버리고 오로지 천리를 순종하면, 이 세상에서도 많은 복을 받을 뿐 아니라 죽어서도 무궁무진한 보상을 받을 것이다. 아울러 하나님은 보시지 못하는 것도 없고 아시지 못하는 것도 없기 때문에 나의 손으로 짓는 죄만 벌하실 뿐 아니라 마음속으로 생각하는 것까지도 살펴보고 계시니, 어찌 두렵고 부끄럽지 않겠는가. 그러므로 악한 짓을 아니 하는 것이 아니라 하나님이 두려워 감히 그 같은 것을 하지 못하는 것이다. 사람이 이와 같다면, 어두운 밤중에 일어난 일이라서 아는 사람이 없을 것이라고 생각하여 인명을 해치고 재물을 훔치는 자가 없을 것이며, 물건을 위조하여 세상을 속이는 자도 없을 것이고, 권세를 믿고 욕심을 부려 백성들에게 포학하게 행동하는 자도 없을 것이다. 그러나 사람이 다만 악한 일을 행하지 않는다고 해서 착하다고 말할 수 없으며, 하늘의 복을 받는다고 할 수 없다. 왜냐하면 세상 사람들의 눈에 아무리 옳은 듯해도 지극히 어질고 착하신 하나님 앞에는 죄 없는 자가 없기 때문이다. 비록 어린아이의 천성이 아무리 착하다 해도 성장해 나가면서 잘못을 저지르게 된다. 어린아이가 철모를 때부터 하는 짓을 보면 좋은 것이든 나쁜 것이든 손에 잡히는 대로 입에 넣으며, 옳은 일이든 그른 일이든 자기 뜻대로 하려고 하니, 만일 올바로 인도하여 주는 자가 없으면 곧 큰 죄악에 빠지는 것을 면하지 못할 것이다. 이렇게 보면 육신에 붙어있는 인류는 죄를 짓지 않는 자가 하나도 없다. 저 순한 인민들이 다 죄를 범해 멸망에 들어가는 것을 어찌 어지신 하나님께서 슬피 여기시지 않겠는가. 이에 하나님께서 예수 그리스도를 세상에 보내시어 인간을 구원할 길을 열어 주셨다. 예수께서는 천도의 오묘한 이치를 드러내고, 평생 남에게 곤욕과 곤란을 받다가 끝내는 세상 인민들의 죄를 대신하여 목숨을 버리셨다. 그 결과 수많은 사람들로 하여금 예수님을 믿고 돌아와서 죄를 자복하고 다시는 악에 빠지지 않고 용서를 받고 복을 받게 하셨으니, 순전히 사랑하심이 아니면 어떻게 남을 위하여 몸을 버리기까지 하셨겠는가. 우리가 이러한 이치를 믿지 않는다면 비웃고 흉도 볼 것이다. 그렇지만 우리가 마침내 이를 믿는 마음이 있다면 어찌 감사한 마음이 없을 것이며, 기왕에 감사할 줄을 안다면 어찌 갚고자 하는 생각이 없겠는가. 그러나 하나님의 은혜는 다른 것으로 갚을 수 없고, 다만 예수의 뒤를 따라 세상 사람들을 위하여 자신의 목숨을 버릴 각오로 일하는 것 뿐이다. 천하에 이보다 더 정의롭고 사랑스럽고 어진 것이 어디 있겠는가. 이는 하나님의 감사한 은혜를 깨달아 스스로 착한 일을 하지 않을 수 없다는 것이다. 사람마다 두려운 마음으로 악을 짓지 못하고, 감사한 마음으로 착한 일을 하지 않을 수 없다면, 서로 사랑하고 도와주는 가운데 어찌 평강하고 안락한 복을 누리지 못할 것이며, 이 잔인하고도 포학한 인간 세상이 곧 천국으로 변하지 않겠는가. 이것이 지금 세계에서 상등 문명국의 우등 문명한 사람들이 기독교의 가르침을 인류사회의 근본으로 삼아서 나라와 백성이 다 같이 높은 도덕적 수준에 이르게 된 이유이다. 지금 우리나라가 쓰러진 데서 일어나려 하고 썩은데서 싹이 나게 하려고 한다면 기독교를 근본으로 삼아야 한다. 그렇지 않으면, 세계와 상통하여도 참된 이익을 얻지 못할 것이며, 신학문을 열심히 배워도 그 효력을 얻지 못할 것이며, 외교를 힘써도 돈독한 관계를 맺지 못할 것이며, 국권을 중하게 여기더라도 서양의 앞선 나라들과 참으로 동등한 지위에 이르지 못할 것이며, 정의를 숭상하더라도 사회 기풍이 한결같을 수 없을 것이며, 자유권리를 중하게 하려고 해도 균등한 자유의 한계를 알지 못할 것이다. 마땅히 우리는 기독교를 모든 일의 근원으로 삼아 각각 나의 몸을 잊어버리고 남을 위하여 일하는 사람이 되고, 나라를 한마음으로 받들어 영국, 미국 등 각국과 동등한 나라가 되도록 최선을 다해야 한다. 이후 천국에 가서 다 같이 만납시다. 1904년 6월 29일 독립정신 마침. | ” |

## 기타
- 이 책에 실린 명성황후 사진의 진위여부가 논란중에 있다.[11]
- 이경구 : 문헌 해제 1. 李承晩, 『獨立精神』[깨진 링크(과거 내용 찾기)] (pdf)